# Karol Dembovský
Karol Dembovský (30. září nebo 1. října 1885 Haniska – 17. ledna 1962 Trenčín) byl československý politik a meziválečný poslanec Národního shromáždění za Autonomistický blok, který vytvořila za Hlinkova slovenská ľudová strana.

## Biografie
Profesí byl správcem elektrárny. Podle údajů z roku 1935 bydlel v Trenčianské Teplé.
V parlamentních volbách v roce 1935 získal za Autonomistický blok, který vytvořila za Hlinkova slovenská ľudová strana mandát v Národním shromáždění. Poslanecké křeslo si oficiálně podržel do zrušení parlamentu, tedy do roku 1939. Během tzv. slovenského štátu se politicky angažoval, byl vládním komisařem v Trenčianské Teplé. Zemřel v Trenčíně.